# Trichophaga swinhoei
Trichophaga swinhoei is een vlinder uit de familie echte motten (Tineidae). De wetenschappelijke naam van deze soort is voor het eerst geldig gepubliceerd in 1884 door Butler.
De soort komt voor in tropisch Afrika.